# Nocturne (песма)
„Nocturne“ је песма коју је на норвешком изводи Secret Garden. Песма је представљала Норвешку на такмичењу за Песму Евровизије 1995. године. То је био други пут да је Норвешка победила на такмичењу, након што је победила 1985 са песмом групе Бобисокс„ La det swinge”. Поред водећих музичара у песми наступила и три гостујућа музичара: норвешки вокал Гунхилд Твинереим, Ханс Фредрик Јакобсен и Аса Јиндер.

## Победа на Евровизији
Песма је увече изведена као пета по реду, после представника БиХ Даворина Поповића који је наступио са песмом „Двадесет први вијек“ и испред руског представника Филипа Киркорова и његове песме „Kolibelnaya dlya vulkana“.
На крају гласања, песма је добила 148 поена, заузимајући прво место у конкуренцији 23 земље.

## Текст
Песма је позната по скоро потпуном одсуству текста — са само 24 речи отпеване у оригиналној норвешкој верзији, а већи део остатка песме је наступ виолинског интермеца у извођењу ирске музичарке Фионуале Шери. Претходни носилац рекорда најкраћег текста у историји Евровизије била је Белгија и њихова песма „Rendez-vous“ из 1983 са укупно 11 речи.

## Издања
Песма није објављен као сингл у Норвешкој; уместо тога, објављен је у остатку Европе и Скандинавије. Песма је достигла број један на музичкој ранг-листи у Израелу (на врху листе 4 недеље), број шест у Фландрији, број седам у Ирској, број 20 у Холандији, број 24 у Валонији и број 26 у Шведској.  У Уједињеном Краљевству, сингл је објављен 2. октобра 1995. и достигао је 90. место на UK Singles Chart истог месеца. Песма је укључена у први албум групе, Songs from a Secret Garden. Албум Inside I'm Singing (2007) укључује нову верзију.

## Критички пријем
Магазин Music & Media је рекао да „Ноктурно није само значило победу музике над брзом храном, већ је и представљало невиђену прву у суштини инструменталну песму“. Алан Џонс, аутор за Music Week, написао је: „То је задивљујуће, пасторално дело, које више дугује галској култури усамљене виолинисткиње Фионулале Шери него нордијској музици. Са тако мало вокала, једва да се квалификује као песма. После првих 20 секунди, певачица утихне још два минута, враћајући се само на 15 секунди на крају."

### Dusty Cowshit верзија
Песма је обрађена на комичан начин и први пут је објављена као сингл од стране кантри-инспирисаног новитет бенда Dusty Cowshit, достигавши 16. место на норвешкој листи синглова 1996.

## Употреба у другим медијима
Песма је коришћено у неколико епизода ТВН сапунице Оro Verde.